# Antropoteizm
Antropoteizm – skrajna postać antropocentryzmu, według którego człowiek sam tworzy rzeczywistość transcendentną poprzez alienację siebie i w tej rzeczywistości umieszcza swe własne pragnienia, stając się w ten sposób przedmiotem religijnego kultu (homo homini deus). Przedstawicielem takiego stanowiska będącego odmianą 
ateizmu był Ludwig Feuerbach.